# Muzeum van Bommel van Dam
Museum van Bommel van Dam je nizozemské muzeum moderního umění ve městě Venlo. Muzeum patří do německo-nizozemské kulturní spolupráce, partnerství je mezi 7 německými muzei a 4 nizozemskými muzei. V rámci této kulturní spolupráce se pořádají výstavy obrazů, kreseb, soch a fotografií.
Muzeum založili manželé Maarten a Reina van Bommel-van Dam, kteří začali sbírat moderní umění po druhé světové válce. Maarten van Bommel byl bankéř a milovník umění. V roce 1969 se dům který patřil manželům, stal příliš malým pro jimi sesbírané umění, a z tohoto důvodu se rozhodli darovat celou sbírku asi 1200 obrazů, kreseb, leptů a litografií obci Venlo pod podmínkou vytvoření muzea, a že se manželům uvolní dům vedle muzea s tím, že manželé budou mít volný přístup do muzea pozemním propojením budov. Toto muzeum pojmenované po nich bylo otevřeno v roce 1971.